# Jean Boyvin

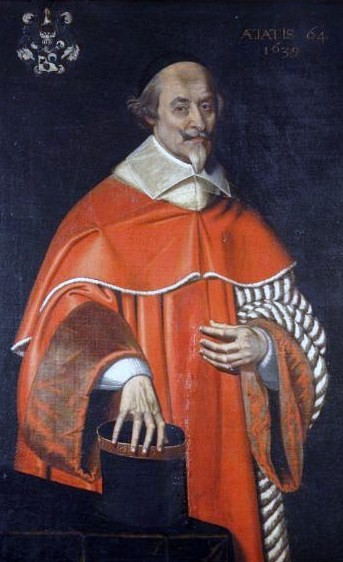
Jean Boyvin

Jean Boyvin (Dole, 5 augustus 1575 - aldaar, 13 september 1650) was een jurist uit het vrijgraafschap Bourgondië.
Boyvin volgde les aan het Collège de l'Arc in Dole en studeerde aan de universiteit van Dole waar hij in 1600 zijn doctoraat in de rechten behaalde. Hij werd advocaat generaal van het Parlement van Bourgondië in Dole en in 1639 werd hij door koning Filips IV van Spanje benoemd tot voorzitter van deze rechtbank. Hij zetelde ook als staatsraad in de Raad van Bourgondië. Samen met de gemeenteraad zette Boyvin zich in voor enkele grote bouwprojecten in Dole, waarvoor hij zelf de plannen ontwierp: de gevel van de kerk van het Collège de l'Arc, de kapittelkerk, het stadhuis en het nieuwe ziekenhuis. Hij werd ook voorzitter van de bestuursraad van dit ziekenhuis.
Als lid van de oorlogsraad organiseerde het de verdediging van Dole tegen de Fransen. Hij liet de vestingwerken rond Dole versterken en leidde de verdediging van de stad tijdens het beleg door het Franse leger van kardinaal de Richelieu in 1636. Over dit beleg schreef hij een boek: Le Siège de la ville de Dole (Antwerpen, 1638).